# Morton Subotnick

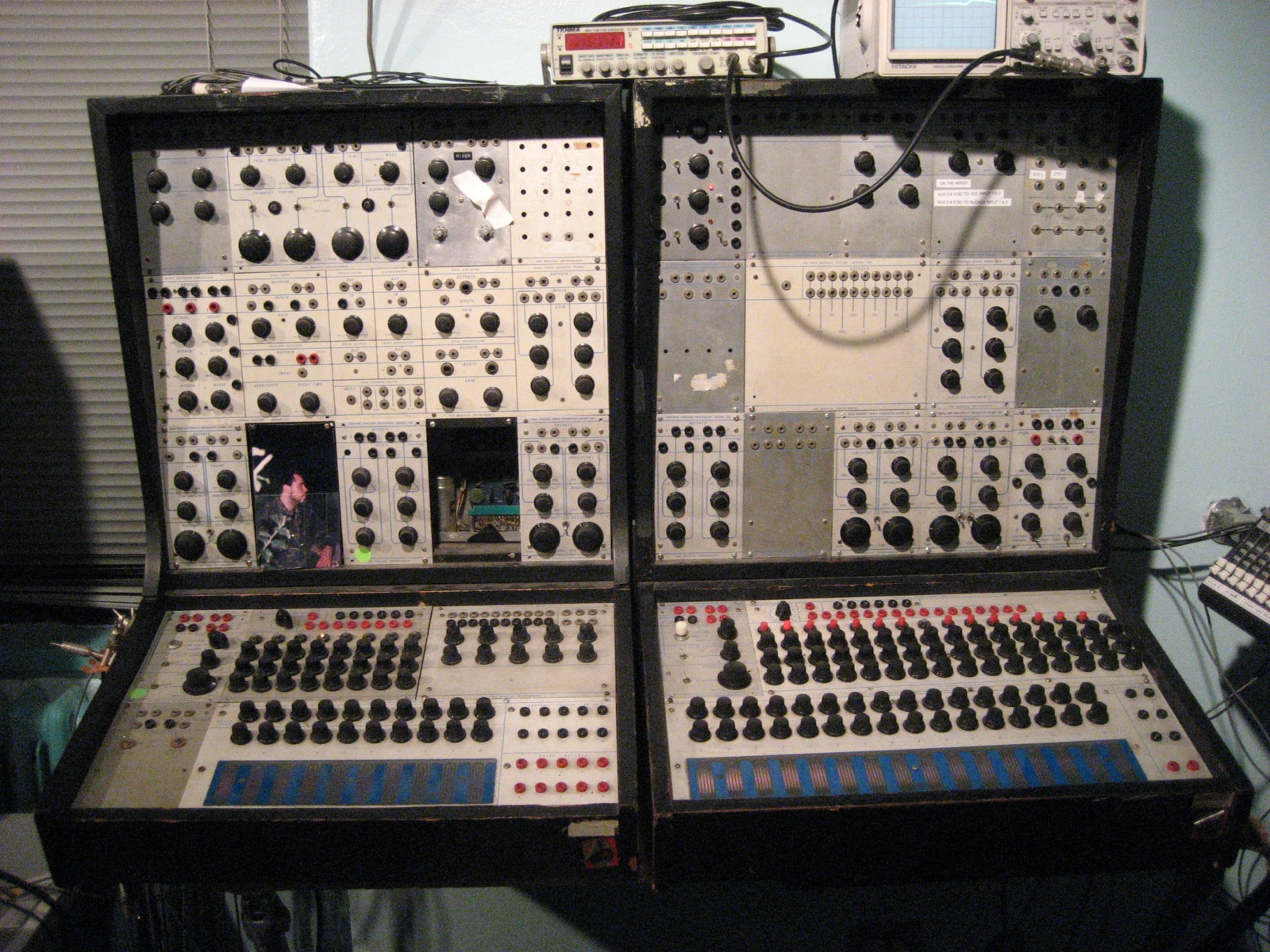
Buchla Series 100 (1963-1969).

Morton Subotnick, född 14 april 1933 i Los Angeles, Kalifornien, är en amerikansk kompositör av elektronisk musik. Han är mest känd för sin komposition Silver Apples of the Moon från 1967, det första elektroniska verket som beställdes av skivbolaget Nonesuch Records. 
Subotnick föddes i Los Angeles och avlade examen vid University of Denver. Han var en av grundarna av California Institute of the Arts, där han undervisade i många år. Subotnick har arbetat mycket med interaktiv elektronik och multimedia. Han var med och grundade San Francisco Tape Music Center tillsammans med Pauline Oliveros.
Morton Subotnick är en av pionjärerna inom utvecklingen av elektronisk musik och multimediaframträdanden, och en innovatör inom verk som involverar instrument och andra medier, inklusive interaktiva datormusiksystem. Det mesta av hans musik kräver en datordel eller live elektronisk bearbetning; hans verk utnyttjar många av de viktiga tekniska genombrotten i genrens historia. 
Tidig elektronisk musik skapades med hjälp av våggeneratorer och bandmanipulerade ljud. Subotnick var bland de första kompositörerna som arbetade med konstruktören av elektroniska instrument 
Donald Buchla och hans modulära spänningsstyrda synthesizer Buchla Series 100, The Electric Music Box. Både Silver Apples of the Moon (1967) och The Wild Bull (1968) har koreograferats av danskompanier runt om i världen.
Förutom musik i elektronisk form har Subotnick skrivit verk för symfoniorkester, kammarensembler, teater och multimediaproduktioner.
Hans iscensatta tondikt The Double Life of Amphibians var ett samarbete med regissören Lee Breuer och fotografen Irving Petlin samt sångare, instrumentalister och dator. Verket hade premiär vid 
Olympic Arts Festival 1984 i Los Angeles. 

## Verk i urval
- Silver Apples of the Moon (1967)
- The Wild Bull (1968)
- Touch (1969)
- Sidewinder (1971)
- Four Butterflies (1973)
- Until Spring (1975)
- A Sky of Cloudless Sulfur (1978)
- Axolotl (1981)
- An Arsenal of Defense (1982)
- Trembling (1983)
- The Key to Songs (1985)
- Jacob's Room (1986)
- All My Hummingbirds Have Alibis (1991)
- Echoes from the Silent Call of Girona (1998)
- Gestures (1999–2001)
- Then Now and Forever (2008)
- The Other Piano (2007)
- Jacob's Room Monodrama (2013)